# Peix d'aigua dolça

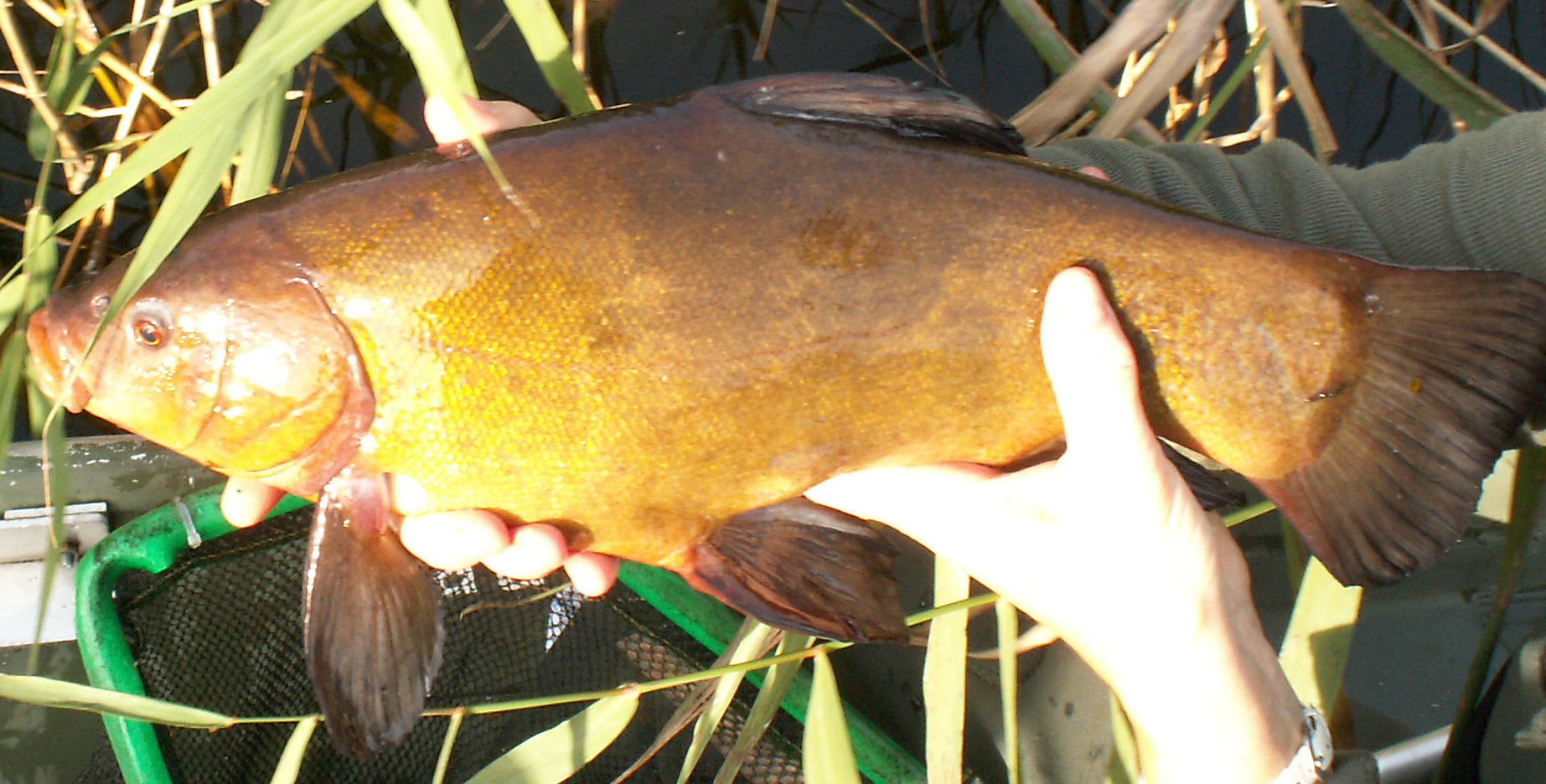
La tenca és un peix comú en les aigües dolces de tot el món.

Els peixos d'aigua dolça són peixos que passen part o tota la seva vida en l'aigua dolça,com pot ser la de rius i llacs amb una salinitat menor del 0,05%. Aquests ambients difereixen de les condicions marines en molts aspectes, el més obvi és la diferència dels nivells de salinitat. Per a poder sobreviure en l'aigua dolça, els peixos necessiten un rang d'adaptacions fisiològiques per tal de mantenir equilibrada la concentració d'ions en els seus cossos.
El 41% de totes les espècies conegudes de peixos es troben en aigües dolces. Això es deu principalment a la ràpida especiació que aquests hàbitats fan possible. Quan es tracta de basses i llacs, es pot usar els mateixos models bàsics en l'especiació que quan s'estudia la biogeografia illenca.
Poden ser hostes intermediaris de paràsits, com Clonorchis sinensis, Ichthyobodo necatrix, etc.

## Fisiologia
A diferència dels peixos d'aigua salada en els peixos d'aigua dolça les seves brànquies han de ser capaces de fer la difusió dels gasos dissolts mentre mantenen les sals en els líquids corporals a dins. Les escates dels peixos d'aigua dolça ajuden a evitar la pèrdua de sals. Si un peix d'aigua dolça perd massa escates, morirà de xoc osmòtic. Han de desenvolupar ronyons ben desenvolupats per recuperar les sals dels fluids del cos abans de l'excreció.

## Migració

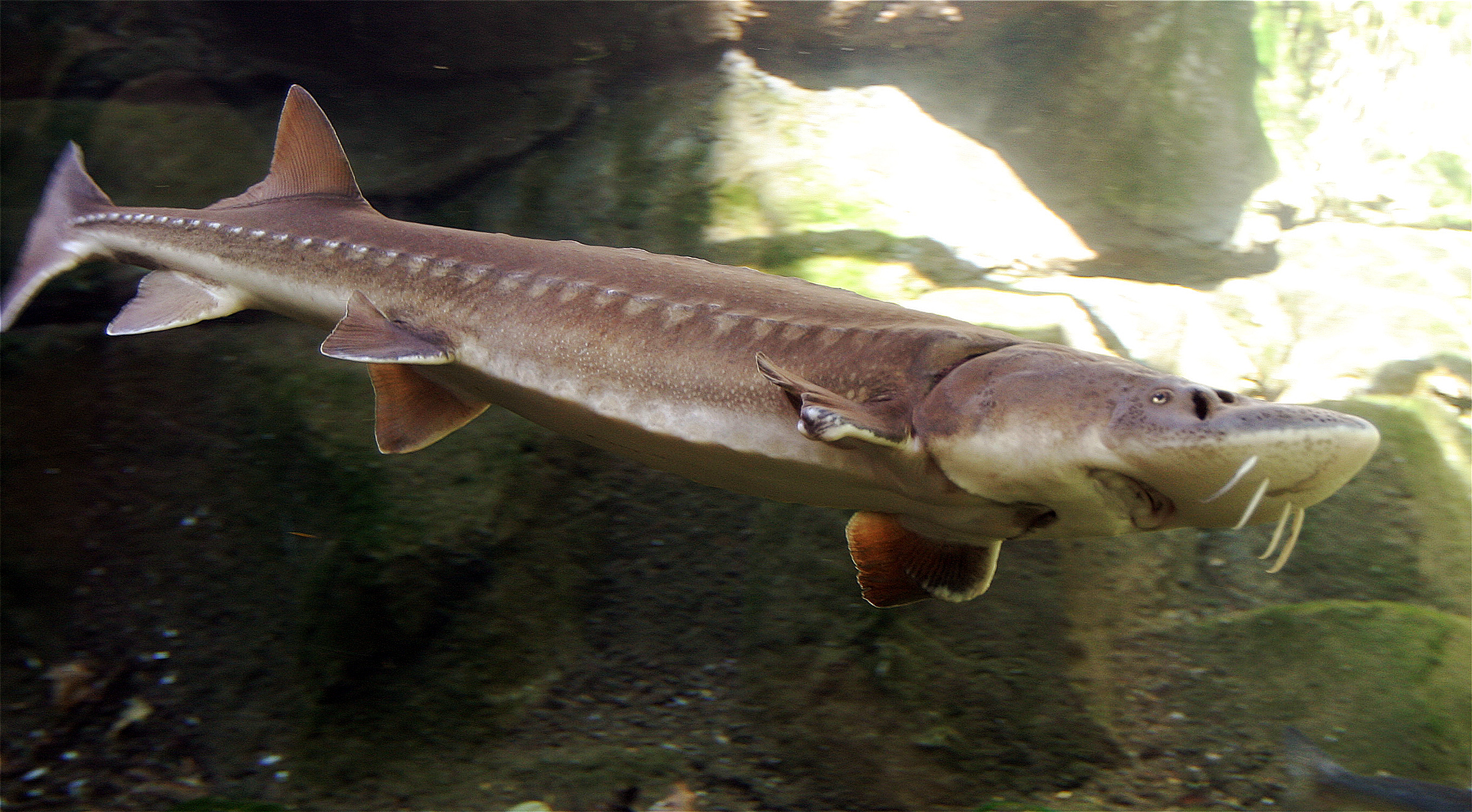
Els esturions es troben en les dues formes estacionàries anàdromes i d'aigua dolça

Moltes espècies de peixos requereixen l'aigua dolça per reproduir-se, però passen la major part de la seva vida adulta en l'aigua salada del mar. Això es coneix com a peixos anàdroms que inclouen per exemple el salmó i la truita de riu. Al contrari altres peixos neixen en aigua salada, però viuen la major part de la seva vida adulta en l'aigua dolça, per exemple les anguiles. Aquests reben el nom de peixos catàdroms.
Les espècies que migren entre les aigües marines i les dolces necessiten adaptacions per als dos ambients. Moltes espècies resolen aquest problema associant-se a diferents hàbitats amb els seus diferents estadis vitals. Les anguiles i els salmoniformes tenen diferents toleràncies a la salinitat en els diferents estadis de la seva vida.